# Adolphe Stoclet
Adolphe René Louis Stoclet (Sint-Gillis, 30 september 1871 - Sint-Pieters-Woluwe, 3 november 1949) was een Belgisch spoorwegbouwkundige en financier die echter vooral bekend werd als opdrachtgever en eigenaar en bewoner van het Stocletpaleis.

## Biografie
Adolphe Stoclet was een telg uit een bankiersfamilie. Hij studeerde af als burgerlijk ingenieur aan de Université libre de Bruxelles en was vanaf 1894 in dienst van Italiaanse en Oostenrijkse spoorwegmaatschappijen. In 1904 keerde hij terug naar België en ging hij aan de slag bij de Compagnie internationale de chemins de fer, waarvan hij in 1927 voorzitter werd. Na het overlijden van zijn vader in 1904 werd hij directeur van de Generale Maatschappij van België, een van grootste ondernemingen in België die belangen had in tientallen bedrijven, onder meer in Belgisch-Congo. Hij was tevens bestuurder van de Fondation Égyptologique Reine Élisabeth.
Hij was gehuwd met Suzanne Stevens, dochter van kunsthandelaar en -criticus Arthur Stevens. Ze kregen twee zoons en een dochter. Hun dochter Raymonde Stoclet (1897-1963) huwde met Lucien Féron (1893-1993), een zoon van volksvertegenwoordiger en senator Maurice Féron.
Zelf verzamelde het echtpaar Stoclet-Stevens ook kunst. In Wenen ontmoette hij Josef Hoffmann die voor hem het Stocletpaleis in Sint-Pieters-Woluwe ontwierp. Gustav Klimt vervaardigde de mozaïeken in de eetzaal.